# Castellnou de Bages
Castellnou de Bages est une commune de la province de Barcelone, en Catalogne, en Espagne, de la comarque de Bages